# Affaire Ambrosi
L'affaire Ambrosi, nommée d'après le commissaire Gilbert Ambrosi qui en est le principal protagoniste, concerne une bavure policière s'étant déroulée en 1984 à Annonay, et ses suites.

## Faits
Le 1er décembre 1984, Karim Ramdani, Algérien, est tabassé dans le commissariat d'Annonay par le commissaire Gilbert Ambrosi, au moyen d'une matraque électrique, qui laisse des traces sur le corps de la victime. Celui-ci est dénoncé par trois policiers, choqués par ces méthodes : « Ils m'ont enfilé une cagoule. Après, ils m'ont torturé à l'électricité. Je ne pouvais pas respirer. Ils m'avaient mis une peau de chamois sur la bouche et avec l'eau, ça me brûlait. »

## Suites
Dans la nuit du 18 au 19 avril 1985, le commissaire Gilbert Ambrosi est écroué. Il est inculpé de « coups et blessures volontaires avec préméditation à l'aide d'une arme dans l'exercice de ses fonctions ». Il est suspendu de ses fonctions par l'IGPN.
Le Collectif d'immigrés d'Annonay organise le 20 avril 1985 une manifestation de protestation, tandis qu'une pétition en faveur du commissaire est lancé par les commerçants. « Cet Arabe, il signait des autographes avec des lunettes noires en bombant le torse comme Elvis Presley », déclare un boutiquier. La veille de la manifestation, la vitrine du Dauphiné libéré, qui a interviewé Karim Ramdani, est cassée, et les murs sont tagués de « Bravo Ambrosi ». Le Front national local (fort de 9,12 % aux élections cantonales sur la ville d'Annonay) considère l'incarcération du commissaire Ambrosi comme inacceptable,.
Dans la nuit du 20 au 21 mai 1985, la résidence secondaire de Gilbert Ambrosi est détruite par une explosion.
Le 20 décembre 1985, Gilbert Ambrosi est exclu de la police et condamné à 30 mois de prison (dont deux mois ferme) par le tribunal de Clermont-Ferrand. Il est également condamné à verser 20 000 francs français à la victime, Karim Ramdani, et 1 000 francs français à la Ligue des droits de l'homme (LDH). Dans la salle est présent le délégué local de la FPIP (syndicat de policiers), ainsi que des militants de la LDH. L'avocat de la LDH, Maître Fort, déclarera : « je rends hommage aux policiers qui ont dénoncé le comportement honteux et abusif de leur chef »,.
Le procureur, qui avait requis deux ans de prison, dont un an ferme, fait cependant appel de la décision. L'affaire est jugée à nouveau devant la cour d'appel de Riom, qui confirme le 27 février 1986 la peine initiale de 30 mois de prison dont deux fermes.
Il reprend du service comme « contractuel » dans un bureau de la direction générale de la police nationale sous Charles Pasqua (1986-1988) puis entreprend des études littéraires à la Sorbonne et prépare une thèse. Il aurait demandé en 2001 « une dispense d'inscription de sa condamnation au bulletin 2 de son casier judiciaire » permettant de masquer son passé au moment de son entrée dans la Justice.

## Juge
Il devient juge de proximité au tribunal d'instance à Villejuif.
Le 1er mars 2006, Le Canard enchaîné publie un article relatif au passé de Gilbert Ambrosi, devenu juge de proximité au tribunal d'instance de Menton, indiquant que l'ancien commissaire avait torturé plusieurs heures un jeune cambrioleur qui refusait d'avouer son forfait en décembre 1984. Le même jour, celui-ci est « dispensé de toute activité professionnelle » pour violences policières le 1er mars 2006 par le président du tribunal de grande instance de Nice, Jean-Michel Hayat du syndicat de la magistrature, qui déclare : « Je découvre la situation et j'ai décidé de dispenser Gilbert Ambrosi de toute activité professionnelle car je ne souhaite pas qu'il ait un contact avec un justiciable aussi bien en matière civile que pénale ».
En février 2007, le Conseil supérieur de la magistrature met fin à ses fonctions.